# 256 a. C.
El año 256 a. C. fue un año del calendario romano prejuliano. En el Imperio romano se conocía como el año 498 ab urbe condita.

## Acontecimientos
- Consulados de Lucio Manlio Vulsón Longo y Marco Atilio Régulo, cos. II, en la Antigua Roma.[1]
- Fin de la dinastía Zhou en China.[2]
- Batalla del Cabo Ecnomo: la República romana destroza a la flota de Cartago.
- La peste en el reino de Macedonia mata a miles de personas.

## Nacimientos
- Según la tradición,[¿cuál?] nace en la India Patañjali, codificador de las doctrinas del yoga.